# August Wilhelm Andernach
August Wilhelm Andernach (* 10. Juli 1862 in Bredenbruch; † 11. August 1942 in Beuel) war ein deutscher Fabrikant, Großgrundbesitzer und Alpinist. 1888 gründete er die A.W. Andernach GmbH & Co. KG.

## Leben
August Wilhelm Andernach stammte aus einer wohlhabenden, adeligen Familie von Kaufleuten und Unternehmern aus Soest. Er war verheiratet mit Josephine Andernach, geb. Risse, Tochter des Kaiserlichen Hofphotographen Edmund Risse. Aus der Ehe folgten die vier Söhne Ewald, Werner sr., August Gerhard und Roland Edmund Andernach.
Von 1888 bis in die 1910er Jahre baute Andernach in Bonn am Rhein die „Mittelrheinische Theerproducten- und Dachpappen-Fabriek A.W. Andernach“ auf. In dieser Zeit war er unter anderem im Mehlem’schen Haus wohnhaft.
Anfang der 1910er Jahre zog Andernach in Oberbayern auf das väterliche Schlossgut Mittelstetten bei Landsberg am Lech, auf dem er bis in die 1930er Jahre lebte. Währenddessen erwarb er nach und nach land- und forstwirtschaftliche Betriebe in der näheren Umgebung von Mittelstetten. Namentlich die Güter Jagdberg und Hirschberg. Zudem erbaute er gemeinsam mit seinem Sohn Ewald Andernach in den 1930er Jahren einen hochmodernen Agrarbetrieb den Andernachhof bei Landsberg am Lech, den der Sohn übernahm. Des Weiteren war er für einige Jahre auch Eigentümer der Hofgüter Hirschau und Jagdberg bei Steingaden.
Als Freiballonführer überquerte Andernach mehrmals die Alpen und erstellte hierbei mehrere Photographiebände über die Alpen aus der Vogelperspektive. Zudem war er leidenschaftlicher Alpinist und Mitglied des Deutschen Alpenvereins (Mitgliedsnummer 10) Noch in hohem Alter von 80 Jahren nahm er an alpinen Expeditionen teil, wobei er an einem Lungenödem erkrankte und nach seiner Rückkehr am 11. August 1942 in Beuel am Rhein, heute ein Stadtteil Bonns, verstarb.

## Leistungen
August Wilhelm Andernach kaufte 1888 eine Teerproduktionsanlage in Beuel am Rhein und baute diese aus. So gründete er die „Mittelrheinische Theerproducten- und Dachpappen-Fabriek A.W. Andernach“, deren „Bonner Schindeln“  in der Branche weltbekannt wurden. Die A.W. Andernach GmbH & Co. KG mit ihren 115 Jahren Firmengeschichte gehört zu den Bonner Traditionsunternehmen.
Andernach entwickelte in seinem Unternehmen verschiedene Dachbaustoffe, insbesondere die Falztafeln Kosmos. Diese von ihm patentierten Falztafeln dienten zum Bau für trockene Wandoberflächen und werden noch heute in weiterentwickelter Form unter demselben Namen beim Dachbau eingesetzt.
In den 1920er Jahren und während der Zeit des Dritten Reiches leiteten seine Söhne August Gerhard Andernach und Roland Edmund Andernach das Unternehmen, während sich August Wilhelm Andernach aus dem operativen Geschäft zurückzog. Noch in der Nachkriegszeit profitierte das Unternehmen von Entwicklungen und Patenten August Wilhelm Andernachs. Dieser hatte somit die Grundlagen für das größte europäische Einzelwerk von Bitumen-Dachbaustoffen in Privatbesitz geschaffen. Bis in die dritte Generation wurde die AWA GmbH & Co. KG von den Enkeln des Gründers, Gerd Andernach und Werner Wolfgang Andernach, erfolgreich fortgeführt.

## Werke
- Gegen feuchte Wände. Weckmann, Beuel am Rhein ca. 1910.
- Studie zur Geschichte der Sippe Andernach. Schmidt & Andernach, Dortmund 1937.